# Cherlen gol
Cherlen gol (mongolsky Хэрлэн гол, čínsky znaky 克鲁伦河) je řeka v Mongolsku (ajmagy: Chentijský, Centrální, Východní) a v ČLR (Vnitřní Mongolsko). Je 1 264 km dlouhá. Povodí má rozlohu 116 400 km².

## Průběh toku
Pramení na jihovýchodních svazích pohoří Chentej. Na horním toku protéká úzkou lesnatou horskou dolinou, místy v soutěskách. Na středním a dolním toku teče v široké terasovité dolině. Koryto se vyznačuje množstvím ostrovů, jezer vzniklých ze starých ramen a bažinatých úseků. Ústí do jezera Chulun núr, kde dříve i končila. Od konce 20. století jezerem protéká a po spojení s Chaj-lar-che vytváří řeku Arguň. Horní terasy jsou pokryty suchou stepí, nižší loukami a stromovo-keřovými pobřežními porosty.

### Města na řece
Na řece leží v Mongolsku hlavní města dvou ajmagů Öndörchán (Chentijský ajmag) a Čojbalsan (Východní ajmag) a několik center somonů (Žavlchant, Bajan, Öndörchošú). V ČLR leží na řece město Xin Barag Youqi.

## Vodní režim
Vodnost řeky se v průběhu toku zmenšuje v důsledku vypařování a odebírání vody na zavlažování. Nejvyšší vodní stav je v létě a každý rok dochází k několika prudkým zvednutím hladiny v důsledku dešťů. Zamrzá od listopadu do dubna a to na některých místech až ke dnu.

## Fauna
Řeka je bohatá na ryby (sumci, kapři, tajmeni).